# 水嶋友香
水嶋 友香（みずしま ゆか、1985年3月20日 - ）は、日本のタレント、元グラビアアイドル。静岡県浜松市出身。有限会社エクセルヒューマンエイジェンシー所属。

## 人物
静岡県浜松市出身。血液型はA型。
日本テレビの恋愛バラエティ番組『恋のから騒ぎ』第12期生。
番組出演時は、最前列に座り、1年間レギュラー出演していた。
趣味は、料理・デコレーション・美容全般。
特技は、ゴルフ・ダンス・短距離走。
私生活では、2021年3月3日に結婚したことを自身のブログにて明らかにし、相手の詳細については公表していない。

## 出演

### TV
- 「WATER BOYS2」（フジテレビ）
- 「恋のから騒ぎ」（日本テレビ）
- 「死ぬかと思った」（日本テレビ）

### インターネット
- あっ!とおどろく放送局　VANQUISH 石川涼の「いっせーの!!」
- あっ!とおどろく放送局　「レイパー佐藤のオタク天国」
- あっ!とおどろく放送局　「島田裕二の格闘ファイティングサーキット」
- 「森崎愛の四の字熟語」（ニコニコチャンネル）

### ラジオ
- 「ゴチャ・まぜっ!」（毎日放送（MBSラジオ））
- 「やまだひさしのラジアンリミテッドDX」（TOKYO FM）

### 雑誌
- Ray（主婦の友社）
- bea's up
- EX大衆（双葉社）
- YUKATA（百日草）

## リリース作品
DVD
- 「解禁〜Love Sweet〜」（2010年3月29日、オルスタックピクチャーズ）